# Велдон (Северна Каролина)
Велдон (енгл. Weldon) град је у америчкој савезној држави Северна Каролина.

## Демографија
По попису из 2010. године број становника је 1.655, што је 281 (20,5%) становника више него 2000. године.
| Група             | 2000.       | 2010.         |
| Белци             | 493 (35,9%) | 418 (25,3%)   |
| Афроамериканци    | 862 (62,7%) | 1.170 (70,7%) |
| Азијати           | 1 (0,1%)    | 7 (0,4%)      |
| Хиспаноамериканци | 11 (0,8%)   | 18 (1,1%)     |
| Укупно            | 1.374       | 1.655         |